# Khanabad
Khanabad este un oraș din Afganistan. Este ocupat de talibani.